# 372 v. Chr.
Portal Geschichte | Portal Biografien | Aktuelle Ereignisse | Jahreskalender | Tagesartikel

◄ |
5. Jahrhundert v. Chr. |
4. Jahrhundert v. Chr. |
3. Jahrhundert v. Chr. |
►

◄ | 390er v. Chr. | 380er v. Chr. | 370er v. Chr. | 360er v. Chr. |
350er v. Chr. |
►

◄◄ | ◄ | 375 v. Chr. | 374 v. Chr. | 373 v. Chr. | 372 v. Chr. |
371 v. Chr. |
370 v. Chr. |
369 v. Chr. |
► |
►►

## Ereignisse
- Die griechische Stadt Plataiai wird vom benachbarten Theben zerstört. Der Angriff erfolgte im Widerspruch zu dem Allgemeinen Frieden, der erst drei Jahre zuvor geschlossen worden war.
- Kefalonia wird Mitglied des zweiten Attischen Seebundes.